# Florian Fresia
Pas d'image ? Cliquez ici

a Compétitions nationales et continentales officielles uniquement.

b Matchs officiels uniquement.
Dernière mise à jour le 19 mai 2018.
Florian Fresia, né le 17 janvier 1992 à Gassin (Var), est un joueur français de rugby à XV qui évolue au poste de pilier. Formé au RC Grimaud Sainte-Maxime, il intègre l'effectif du RC Toulon en juillet 2012.

## Carrière

### En club
- Championnat de France :
  - Champion avec le RC Toulon en 2014.

- Challenge européen :
  - Finaliste (1) : 2020

- Sélection nationale :
  - Équipe de France des – de 16 ans.
  - Équipe de France des – de 17 ans.
  - Équipe de France des - de 18 ans.
  - Équipe de France des – de 19 ans en 2009.
  - Membre du Pôle France 2010
  - Convoqué dans le groupe de l'équipe de France pour le dernier match du tournoi (France Angleterre) du 19 mars 2016.

### Avec les Barbarians
Florian Fresia compte une sélection avec les Barbarians français, contre la Namibie en 2014.